# Otoczenie Przemysła II
Otoczenie Przemysła II
Uwaga: Daty oznaczają okres pojawiania się urzędników w źródłach z określonym tytułem. Rzeczywisty okres sprawowania urzędu jest w większości przypadków nieznany.

## Biskupi
| Arcybiskupi gnieźnieńscy | Biskupi poznańscy | Biskupi krakowscy               |
| --- | --- | ------------------------------- |
| Pełka (1232–1258) Janusz (1258–1271) Wolimir – nominat (1271–1274) Marcin z Opawy – nominat (1278–1279) Włościbor Bogumił – nominat (1279–1280) Henryk z Bremy – kandydat (1280–1281) Jakub Świnka (1283–1314) | Bogufał III z Czerlina (1254–1265) Falęta (1266–1267) Mikołaj I (1267–1278) Jan Wyszkowic (1278–1286) Jan Gerbicz (1286–1297) | Paweł z Przemankowa (1266–1292) |

## Kanclerze
| Kanclerze poznańscy                                                                              | Kanclerze gnieźnieńscy      | Kanclerze krakowscy |
| ------------------------------------------------------------------------------------------------ | --------------------------- | ------------------- |
| Jan (1257–1263) Piotr (1265–1274) Wincenty Przedpełkowic (1277–1288) Andrzej Zaremba (1290–1296) | Andrzej Zaremba (1280–1296) | Prokop (1290–1291)  |

## Notariusze
| Notariusze |
| --- |
| Tylon (Tilo) (1273–1286) Jaśko (1286–1295) Jakub (1286–1294) Erwin (1288–1294) Mikołaj (1288–1295) Piotr Szczeklica (1290–1292) Świętosław (1288, 1295–1296) |

Uwaga: Tylon, Jaśko, Jakub i Mikołaj byli rodzonymi braćmi.

## Podskarbiowie
| Podskarbiowie poznańscy         | Podskarbiowie gnieźnieńscy | Podskarbiowie lądzcy | Podskarbiowie krakowscy |
| ------------------------------- | -------------------------- | -------------------- | ----------------------- |
| Trąba (1283) Grabia (1283–1294) | Abraham (1291)             | Ozjasz (1292)        | Florian (1290)          |

## Wojewodowie
| Wojewodowie poznańscy                                                                                       | Wojewodowie gnieźnieńscy                                                           | Wojewodowie krakowscy | Wojewodowie świeccy | Wojewodowie gdańscy | Wojewodowie tczewscy |
| --- | ---------------------------------------------------------------------------------- | --------------------- | ------------------- | ------------------- | -------------------- |
| Przedpełk (1257–1267) Janko (1270–1273) Beniamin Zaremba (1274–1284, 1287–1296) Tomisław Nałęcz (1285–1293) | Dzierżykraj (1257) Arkembold Zaremba (1258–1284) Mikołaj Przedpełkowic (1285–1295) | Mikołaj (1290–1291)   | Paweł (1295)        | Święca (1295)       | Mikołaj (1295)       |

## Sędziowie
| Bez określenia terytorium                                                          | Sędziowie gnieźnieńscy                                                                | Sędziowie kaliscy                                   | Sędziowie poznańscy                                     | Podsędkowie poznańscy                     |
| ---------------------------------------------------------------------------------- | ------------------------------------------------------------------------------------- | --------------------------------------------------- | ------------------------------------------------------- | ----------------------------------------- |
| Jarost (1257–1262) Eustachy (1259–1263) Andrzej Zaremba (1261–1269) Bodzęta (1266) | Andrzej Zaremba (1271–1287) Beniamin (1290–1292) Tomisław (1293–1294) Bogusław (1295) | Bierwołd (1288) Dierżykraj(1291–1293) Bogusław 1295 | Blizbor (1275) Mikołaj(1277–1284) Gniewomir (1285–1293) | Jan (1287) Jarosław (1295) Piotrek (1286) |

## Łowczowie
| Łowczowie:                            |                                            |                        |                  |                        |
| łowczowie poznańscy                   | łowczowie kaliscy                          | łowczowie gnieźnieńscy | łowczowie lądzcy | łowczowie starogrodzcy |
| 1268 Bodzęta z Białkowa Kościelnego   | 1266 Boguchwał                             | 1271 Bodzęta           | 1279 Mroczek     | 1270 Świętomir         |
| 1273 Marcin                           | 1269 Sykstus                               | 1277–1285 Mikołaj      | 1284 Ubisław     |                        |
| 1275 Mikołaj Przedpełkowic z Gostynia | 1271–1282 Żegota                           | 1293 Bogumił           | 1286 Bierwołd    |                        |
| 1278–1286 Jan                         | 1284 Bierwołd syn Alberta                  | 1294 Żegota            | 1292 Bronisz     |                        |
| 1288 Trojan                           | 1284–1290, 1292–1296 Roszek syn Stojgniewa |                        |                  |                        |
|                                       | 1290–1291 Stojgniew syn Stojgniewa         |                        |                  |                        |

## Włodarze
| Włodarze:          |                        |                                    |                    |
| włodarze poznańscy | włodarze kaliscy       | włodarze gnieźnieńscy              | włodarze pyzdrowcy |
| 1280–1299 Janko    | 1280, 1285 Chwalisz    | 1259–1267 Henryk ze Środy Śląskiej | 1290 Piotr         |
|                    | 1284, 1288–1291 Wiktor |                                    |                    |

## Cześnicy
| Cześnicy:                     |                        |                       |                           |                      |                             |                    |                    |
| cześnicy poznańscy            | podczaszowie poznańscy | cześnicy gnieźnieńscy | podczaszowie gnieźnieńscy | cześnicy kaliscy     | podczaszowie kaliscy        | cześnicy lądzcy    | cześnicy krakowscy |
| 1256–1271 Tomisław z Szamotuł | 1279–1287 Janusz       | 1268–1277 Andrzej     | 1279 Wojciech             | 1264–1286 Ciechosław | 1268 Bogusław               | 1276–1285 Bierwołd | 1290 Żegota        |
| 1272 Wincenty z Szamotuł      |                        | 1284–1292 Wit         |                           | 1288–1299 Ubisław    | 1282 Mirosław Przedpełkowic |                    |                    |
| 1278–1280 Chrosla             |                        |                       |                           | 1288 Ozjasz          |                             |                    |                    |
| 1280–1287 Piotrek syn Prędoty |                        |                       |                           | 1293 Michał Jankowic |                             |                    |                    |
| 1291 Sędziwój                 |                        |                       |                           |                      |                             |                    |                    |

## Stolnicy
| Stolnicy:                |                       |                          |                           |                     |                    |                  |                   |
| stolnicy poznańscy       | stolnicy gnieźnieńscy | podstolowie gnieźnieńscy | stolnicy kaliscy          | podstolowie kaliscy | stolnicy krakowscy | stolnicy świeccy | stolnicy księżnej |
| 1275 Piotrek syn Prędoty | 1278 Bogumił          | 1279–1291 Mikołaj        | 1259 Ciechosław           | 1280–1294 Mikołaj   | 1290 Siemon        | 1295 Gotard      | 1285 Jasiek       |
|                          | 1290 Świętomir        |                          | 1265 Syktus               |                     |                    |                  | 1293 Łasz         |
|                          |                       |                          | 1265 Żegota z Gołuchowa   |                     |                    |                  |                   |
|                          |                       |                          | 1293 Janusz Pielgrzymowic |                     |                    |                  |                   |

## Podkomorzowie
| Podkomorzowie:                           |                            |                                 |                        |                       |                       |                          |                        |
| podkomorzowie poznańscy                  | podkomorzowie gnieźnieńscy | podkomorzowie kaliscy           | podkomorzowie tczewscy | podkomorzowie świeccy | podkomorzowie gdańscy | podkomorzowie sławieńscy | podkomorzowie księżnej |
| 1266–1268 Mikołaj Przedpełkowic          | 1282 Sędziwój              | 1266–1271 Roszek syn Stojgniewa | 1295 Andrzej           | 1295 Paweł            | 1295 Unisław          | 1295 Mateusz             | 1279 Przedpełk         |
| 1271–1272 Mrokota                        | 1283–1285 Wojciech         | 1271–1282 Sędziwój              |                        |                       |                       |                          | 1294 Tomasz syn Unięty |
| 1275, 1295–1297 Wojciech Krystynowic     | 1288 Mirosław              | 1288 Wolisław                   |                        |                       |                       |                          |                        |
| 1277–1278, 1284–1294 Bogusław Domaradzic | 1290 Mikołaj               | 1289–1291 Ubisław               |                        |                       |                       |                          |                        |
| 1282 Sędziwój Jankowic                   | 1291 Sędziwój              | 1291–1299 Sędziwój              |                        |                       |                       |                          |                        |
|                                          | 1295 Wojciech              |                                 |                        |                       |                       |                          |                        |

## Pozostałe urzędy
| Pozostałe urzędy: |                                      |                |                  |
| konarscy kaliscy  | miecznicy gnieźnieńscy               | wojscy kaliscy | wojscy krakowscy |
| 1280–1282 Nosan   | 1286 Kiełcz syn Tomisława z Szamotuł | 1282 Piotr     | 1290 Jan         |

### Kasztelanie
Za czasów Przemysła II było 22 kasztelanii w dzielnicy poznańskiej i 11 w dzielnicy kalisko-gnieźnieńskiej (w nawiasie pierwsza wzmianka o  kasztelanii).
| Kasztelanie:               |                                |
| Dzielnica poznańska        | Dzielnica kalisko–gnieźnieńska |
| 1. Brody (1250)            | 1. Biechowo (1252)             |
| 2. Czarnków (1244)         | 2. Giecz (1252)                |
| 3. Drużyń (1286)           | 3. Nakło (1256)                |
| 4. Drezdenko (1251)        | 4. Przemęt (1244)              |
| 5. Dubin (1271)            | 5. Starygród (1244)            |
| 6. Korzec (1293)           | 6. Wilkowyja (1246)            |
| 7. Krobia (1258)           | 7. Ruda (1268)                 |
| 8. Krzywiń (1256)          | 8. Kalisz (?)                  |
| 9. Książ (1273)            | 9. Bnin (1244)                 |
| 10. Międzyrzecz (1245)     | 10. Gniezno (?)                |
| 11. Obrzycko (1253)        | 11. Ląd (1261)                 |
| 12. Ostrów Lednicki (1256) |                                |
| 13. Radzim (1256)          |                                |
| 14. Rogoźno (1248)         |                                |
| 15. Santok (1245)          |                                |
| 16. Śrem (1245)            |                                |
| 17. Ujście (1242)          |                                |
| 18. Wleń (1249)            |                                |
| 19. Wschowa (1289)         |                                |
| 20. Zbąszyń (1245)         |                                |
| 21. Żoń (1282)             |                                |
| 22. Poznań (?)             |                                |